# Jan Pieter Heye

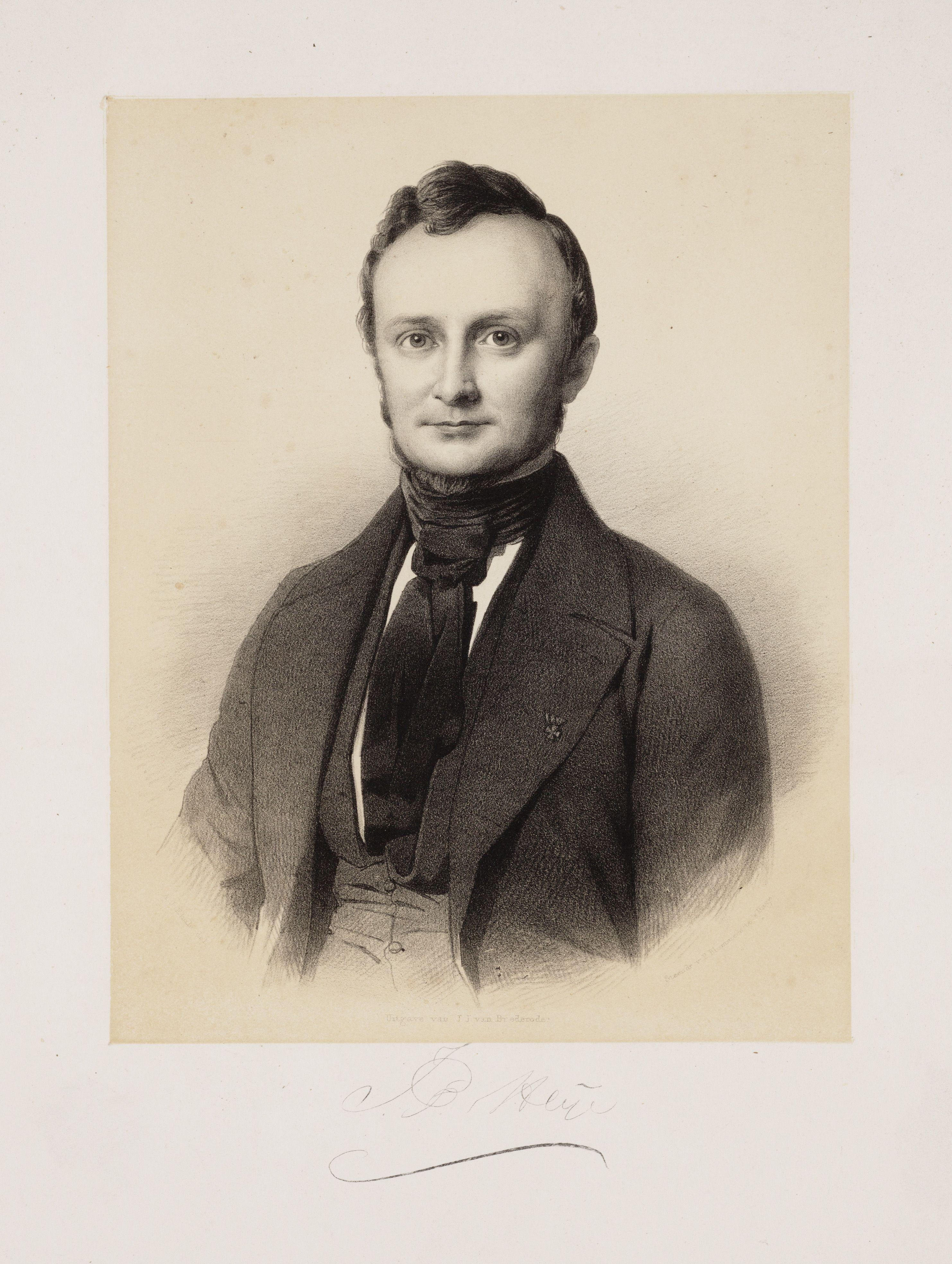
Jan Pieter Heye

Jan Pieter Heye, auch Jan Pieter Heije, (* 1. März 1809 in Amsterdam; † 24. Februar 1876 ebenda) war ein niederländischer Arzt und Dichter.
Heye studierte in Leiden Medizin und ließ sich dann in seiner Vaterstadt als praktischer Arzt nieder. Er redigierte unter anderem 1840–45 das Archief voor Geneeskunde und wurde 1847 Präsident der Gesellschaft zur Beförderung der Heilkunde.
Nebenbei mit Eifer Poesie treibend, erregte er zuerst durch seine Liederen en zangen (1841), dann durch seine Kinderliederen (1847) die öffentliche Aufmerksamkeit. Ihnen folgten:

## Werke (Auswahl)
- Nieuwe kinderliederen (1853), eine zweite Sammlung tief empfundener Kinderlieder und wohl Heijes beste poetische Gabe;
- Asschepoester, een sprookje uit de oude doos. (Van Heteren, Amsterdam 1865, gereimt; enthält die deutsche Übertragung unter dem Titel Aschenbrödel von Henriette Heinze-Berg).
- De gelaarsde kat, een sprookje uit de oude doos. (Funke, Amsterdam 1870, gereimt; enthält die deutsche Übertragung unter dem Titel Der gestiefelte Kater von Henriette Heinze-Berg).
- u. a. gesammelt erschienen seine Verspreide gedichten sowie seine Volksdichten und Kindergedichten.
- Der kleine Kinderfreund – Ein Büchlein für die lieben Kinder. Schulgen, Düsseldorf 1851. (Digitalisierte Ausgabe der Universitäts- und Landesbibliothek Düsseldorf).